# Constantin Stoiciu
Constantin Stoiciu (n. 15 februarie 1939, Iași, România – d. 14 iunie 2024, București, România) a fost un scriitor, jurnalist, editor, scenarist și regizor român.

## Biografie
Născut la Iași în 1939, 16 februarie. Licență în filozofie, Universitatea București, 1967. Scriitor, scenarist, ziarist (România literară, Luceafărul, Scînteia, Scînteia tineretului, Ramuri, Convorbiri literare, Contemporanul). Refugiat în Grecia în 1981 și exilat voluntar in Canada în 1982. Fondator și președinte-director general din ianuarie 1983 până în aprilie 2007 al editurii de literatură generală de expresie franceză HUMANITAS. Titluri în catalog: 438.
A debutat literar în revistele Viața studențească (1963) și Luceafărul (1964). A fost membru al Uniunii Scriitorilor (din 1967) și membru al Uniunii Autorilor și Realizatorilor de Film din România (din 1968). A obținut Premiul pentru proză al revistelor Viața studențească (1965) și Luceafărul (1966).
A realizat scenariile filmelor Diminețile unui băiat cuminte (1967), Legenda (1968), Decolarea (1971), Filip cel bun (1975), Ultimele zile ale verii (1976) și E-atît de-aproape fericirea (1978).
A fost producător de film la Casa de Filme 1 până în 1982 când a emigrat în Canada, la Montréal. În 1983 a pus bazele editurii Humanitas. A fost colaborator la Radio Europa Liberă (1981-1987) și BBC (după 1990).
A avut o rubrică săptămânală în ziarul Cotidianul (2001-2002) și o rubrică bilunară în revista Cultura (octombrie 2007 – octombrie 2015), până când revista și-a încetat apariția. 

## Opera
- Dimineața, povestiri, Ed. pentru Literatură, București, 1966
- Peștele de fontă, povestire în trei părți, Ed. pentru Literatură, București, 1968
- Trufie, roman, Ed. Cartea Românească, București, 1974
- Pasarela, roman, Ed. Eminescu, București, 1979
- Le roman du retour, roman, Ed. Humanitas, Montreal, 1992; traducere, Romanul reîntoarcerii, trad. de Madeleine Karacașian, Ed. Libra, București, 1993
- De l’insouciance, roman, Ed. Humanitas, Montreal, 1994; traducere, Despre farmecul levantin, trad. de Ioana Diaconescu, Ed. Fundației Culturale Române, București, 1995
- Fragments frivoles d’éternité, roman, Ed. Humanitas, Montreal, 1998; traducere, Fragmente frivole de eternitate, Ed. Libra, București, 2001
- La surprenante dignité d’un inconnu qui étouffe, eseuri, Ed. Humanitas, Montreal, 1999
- Le fuyard (Fugarul), roman, Ed. Humanitas, Montreal, 2002
- Pelerinii, eseuri, Ed. Libra, București, 2003
- La Pâtisserie, 2007; traducere, Patiseria, Ed. Crime Scene, București, 2011
- L’Addition, 2006
- Răfuieli, Ed. Allfa, București, 2009
- O natură fericită, Ed. Allfa, București, 2012
- Viața e o plimbare cu pălăria pe cap, Ed. Allfa, București, 2014
- Aroma păcatului divin, Ed. Junimea, Iași, 2016
- Leopold în insulă, roman, Ed. Tritonic, București, 2018
- Diminețile lui Leopold în teritoriu, Ed. Tritonic, București, 2020

## Filmografie

### Producător delegat
- Canarul și viscolul (1970) - redactor
- Nu filmăm să ne-amuzăm (1975)
- Mere roșii (1976)
- Buzduganul cu trei peceți (1977)
- Un om în loden (1979)

### Scenarist
- Diminețile unui băiat cuminte (1967) – scenariu literar. Marele premiu pentru scenariu la Festivalul filmului pentru tineret de Cannes-Godwaldov, 1968. Selecție oficială la Festivalul filmului de la Montreal, 1968
- Legenda (1968) – Marele premiu pentru scenariu la Festivalul filmului de la Phnom-Phen (Cambogia), 1969
- Decolarea (1971)
- Vilegiatura (1973)
- Filip cel bun (1975)
- Ultimele zile ale verii (1976)
- E-atît de-aproape fericirea (1978)

### Documentare
- Noi, tinerii (1972)
- Câmpia română (1978)
- Învingătorii (1981)
- J’écris sur la neige, Radio-Québec, Montreal, 1982
- Terre de choix, Radio-Québec, Montreal, 1982

## Legături externe
- http://www.cinemagia.ro/actori/constantin-stoiciu-8136/
- http://www.imdb.com/name/nm0831169